# P Centauri
Ne doit pas être confondu avec π (Pi) Centauri, ni avec ρ (Rho) Centauri.
Désignations
p Centauri (en abrégé p Cen), également désignée HD 111597 ou HR 4874, est une étoile binaire astrométrique suspectée de la constellation australe du Centaure. Elle est visible à l'œil nu avec une magnitude apparente de 4,91.
D'après la mesure de sa parallaxe annuelle par le satellite Gaia, le système est distant d'environ ∼ 409 a.l. (∼ 125 pc) de la Terre. Il est probablement membre de l'association Scorpion-Centaure, qui est l'association d'étoiles massives de types O et B la plus proche du Système solaire.
Houk (1982) classe la composante visible comme une étoile bleu-blanc de la séquence principale de type spectral B9V, mais elle a également été classée comme une sous-géante blanche de type spectral A0IV. Sa température de surface est de 10 715 K. Son rayon est trois fois plus grand que le rayon solaire et elle est 204 fois plus lumineuse que le Soleil ; sa magnitude absolue vaut −0,53. Le télescope spatial TESS a mis en évidence que l'étoile connait des pulsations de type δ Scuti.